# Stigmella hemargyrella
Stigmella hemargyrella là một loài bướm đêm thuộc họ Nepticulidae. Nó được tìm thấy ở hầu hết châu Âu, trừ Iceland, Na Uy, Phần Lan, Bồ Đào Nha và hầu hết vùng Baltic.

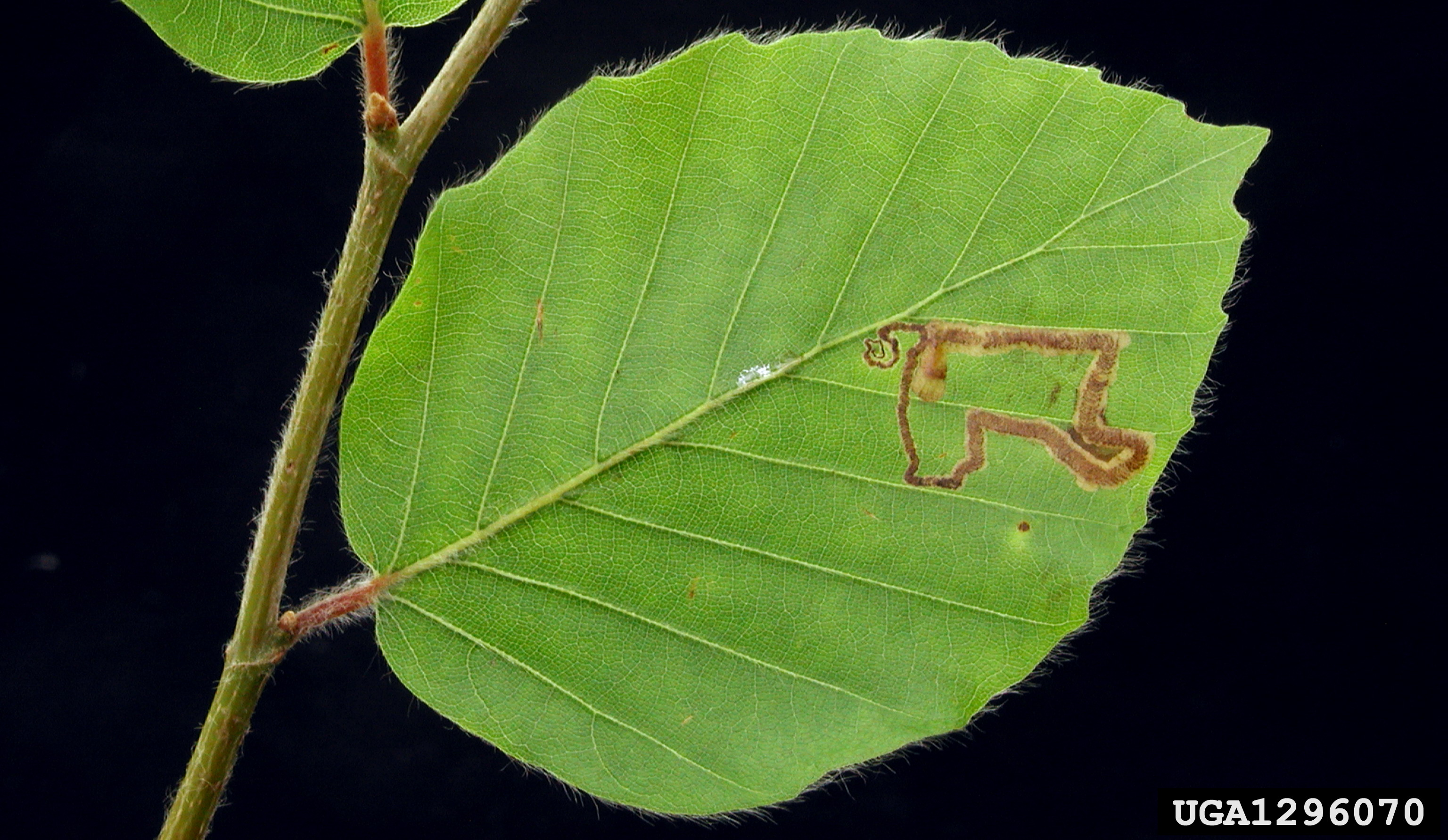
Stigmella hemargyrella mine

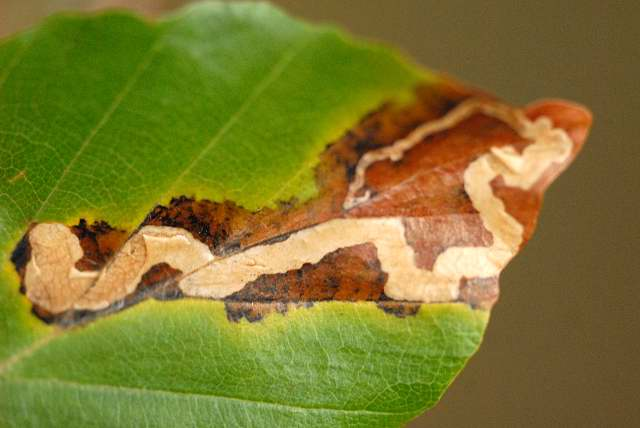
Stigmella hemargyrella mine

Sải cánh dài 5–6 mm. Con trưởng thành bay từ tháng 4 đến tháng 5 và từ tháng 7 đến tháng 8. Có hai lứa trưởng thành một năm.
Ấu trùng ăn Fagus sylvatica và Fagus sylvatica orientalis. Chúng ăn lá nơi chúng làm tổ. 